# هیز (کانزاس)
هیز (به انگلیسی: Hays) شهری در ایالت کانزاس کشور ایالات متحده آمریکا است که جمعیت آن در سرشماری سال ۲۰۱۰ میلادی، ۲۰٬۵۱۰ نفر بوده‌است.